# 武生国際音楽祭
武生国際音楽祭（たけふこくさいおんがくさい、英語表記:The Takefu International Music Festival）は、福井県越前市（旧・武生市）で行われている、音楽祭。武生国際音楽祭推進会議、財団法人越前市文化振興・施設管理事業団が主催する音楽祭である。

## 沿革
1990年に開催されたフィンランド音楽祭を起源とし、1992年より毎年開催されている。2001年からは音楽監督を細川俊夫が務め、プログラム構成などその全般を任されている。16回目となった2005年には、第1回武生国際夏季アカデミーがあわせて行われ、武生国際作曲ワークショップとあわせて新人教育の場ともなっている。
2004年までは開催時期が6月であったが、2005年からは多くの大学の夏休み期間にあわせる形で8月末から9月に変更され、2010年度からは8月から9月に移行した。

## 音楽祭の概要
一流の演奏家を招致している。プログラムに並ぶのは現代曲、伝統音楽、クラシックと幅広い（古楽だけが対象外である）。日本の現代音楽も取り上げられており、現代の日本人作曲家を招いて日本楽器を用いた演奏も行われている。期間の半分近くはワークショップコンサートとしてワークショップ参加者の新曲が初演され、邦楽も伝統曲および現代邦楽も含めて取り上げられている。毎年1回は必ず邦楽と現代音楽を同時に取り上げるコンサートが行われる。
メイン会場の越前市文化センターのみならず、周辺の寺院やショッピングセンターなどでも演奏会が行われる。